# Antonio Marcello Barberini
Antonio Marcello Barberini (18 november 1569 – 11 september 1646) was een Italiaanse kardinaal (geestelijke) en de jongere broer van Carlo Barberini en Maffeo Barberini, later Paus Urbanus VIII. Hij wordt soms aangeduid als Antonio de Oudere om hem te onderscheiden van zijn neef, Antonio Barberini de Jongere.

## Biografie
Marcello Barberini is geboren in 1569 in Florence als zoon van Antonio Barberini en Camilla Barbadori. Hij trad in 1585 toe tot de Orde van de Kapucijnen. In 1592 veranderde hij zijn naam in Antonio Marcello.
Hij diende als priester tot zijn broer Maffeo werd gekozen tot Paus Urbanus VIII in 1623. Hij reisde naar Rome met een grote groep Kapucijners om zijn broer te dienen en werd verheven tot kardinaal in 1624.
- Gemeinsame Normdatei: 117563056
- International Standard Name Identifier: 0000 0000 6121 664X
- RKD-Nederlands Instituut voor Kunstgeschiedenis: 445423
- Istituto Centrale per il Catalogo Unico: UBOV133687
- Système universitaire de documentation: 067270948
- Virtual International Authority File: 72174581
- WorldCat: E39PBJxWVkx9g7BfYCw7XrCfbd